# László Budai
László Budai (Boedapest, 19 juli 1928 – aldaar, 2 juli 1983) was een Hongaars voetballer.

## Carrière
Budai begon zijn carrière in 1948 bij Ferencvárosi TC, waar hij ploegmaat was van Zoltán Czibor en Sándor Kocsis. In 1951 verhuisde hij naar Budapest Honvéd FC waar hij tien jaar later zijn carrière zou afsluiten. Met de ploeg behaalde hij drie landstitels. De ploeg won ook de Mitropacup 1959.
In 1949 werd hij Hongaars international. Hij kwam terecht in het vedettenteam dat de Magische Magyaren werd genoemd, waar hij speelde met wereldsterren als Ferenc Puskás en Sándor Kocsis. Budai speelde 39 interlands voor Hongarije, waarin hij tien keer scoorde. Hij was erbij toen de ploeg goud won op de Olympische Zomerspelen 1952 en zilver op het Wereldkampioenschap voetbal 1954.
Budai overleed in 1983 op 54-jarige leeftijd.

## Statistieken
| Seizoen | Club               | Land      | Competitie        | Wedstrijden | Doelpunten |
| ------- | ------------------ | --------- | ----------------- | ----------- | ---------- |
| 1948/50 | Ferencvárosi TC    | Hongarije | Nemzeti Bajnokság | 60          | 25         |
| 1951/61 | Budapest Honvéd FC | Hongarije | Nemzeti Bajnokság | 221         | 49         |
|         |                    |           | Totaal            | 281         | 74         |